# Meriones shawi
Meriones shawi là một loài động vật có vú trong họ Chuột, bộ Gặm nhấm. Loài này được Duvernoy mô tả năm 1842.